# Karl Vielweib
Karl Vielweib (* 6. Januar 1896 in München; verschollen 22. Juli 1944 bei Lublin) war ein deutscher Politiker der NSDAP, Oberbürgermeister der Stadt Landshut in Niederbayern und Kriegsverbrecher in Lublin im Generalgouvernement (Polen).

## Leben
Vielweib besuchte die Realschule in Landshut und war danach als Kaufmann in Landshut tätig. Von 1914 bis 1918 nahm Vielweib am Ersten Weltkrieg teil und wurde mit dem Kriegsverdienstkreuz II. Klasse ausgezeichnet.

### Politischer Werdegang
Schon früh engagierte sich Vielweib in rechtsextremen Kreisen. Im November 1920 schloss er sich der Bayerischen Einwohnerwehr an. Bereits im Januar 1923 trat er der SA bei und im April 1923 der NSDAP (Mitgliedsnummer 26.906) und trug damit später das Goldene Parteiabzeichen der NSDAP. In Landshut war er Teilnehmer am dortigen Hitlerputsch, kam zwei Tage in Haft und wurde damit später „Blutordensträger“. Nach Verbot der NSDAP war er Vorsitzender des Kreisverbandes des „Völkischen Blocks Niederbayern“. Ab September 1924 war er Nachfolger Gregor Strassers als Vorsitzender des Frontkriegerbunds in Landshut. Von 1923 bis 1932 war er Kreisleiter der NSDAP. Vielweib betätigte sich als Gau- und schließlich Reichsredner.

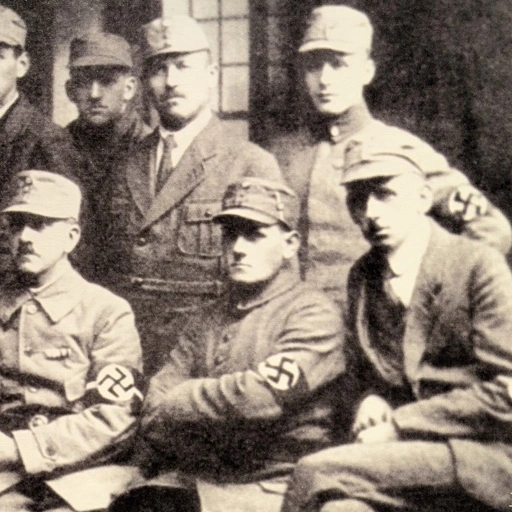
Mitte: Hitlerputsch-Teilnehmer Karl Vielweib im Kreise seiner Landshuter "Alte Kämpfer" Kameraden im November 1923.

In der SS war er vom 21. August 1926 bis 21. November 1931 Mitglied. Vielweibs Aufstieg innerhalb der Partei war steil. 1933 wurde er zum Bürgermeister von Landshut ernannt. Vielweib wurde 1934 stellvertretender Vorsitzender der Landesdienststelle Bayern des Deutschen Gemeindetages. Vielweib kandidierte als Kreisamtsleiter der NSDAP in Landshut erfolglos zur Wahl des „Großdeutschen Reichstages am 10. April 1938“. In der Sturmabteilung (SA) stieg der „Alte Kämpfer“ 1942 noch zum Oberführer auf.

### Oberbürgermeister der Stadt Landshut (Niederbayern)
Nach der Machtübernahme durch die Nationalsozialisten wurde Josef Herterich, der Landshuter Oberbürgermeister am 20. März 1933 von den Nationalsozialisten beurlaubt, nachdem er bereits ein paar Tage vorher in Schutzhaft genommen worden war. Herterich erklärte gezwungenermaßen daraufhin seinen Rücktritt. Vielweib wurde als sein Nachfolger als Bürgermeister von Landshut eingesetzt, zunächst kommissarisch, ab dem 22. Februar 1935 dann als Oberbürgermeister, nachdem er schon von 1930 bis 1933 Stadtratsmitglied gewesen war.
Am 8. Dezember 1935 verlieh er Adolf Hitler bei dessen Besuch in Landshut die Ehrenbürgerwürde. Als Stadtoberhaupt setzte Vielweib die nationalsozialistische Ideologie rigoros um, verfolgte politische Gegner und trieb die "Arisierung" jüdischen Eigentums voran. Beim Novemberpogrom 1938 kam es zu schweren Ausschreitungen gegen die jüdischen Einwohner in der Stadt. Fast alle wurden in sogenannte "Schutzhaft" genommen, die Männer ins Landshuter Gefängnis und drei Tage später in das KZ Dachau verbracht. Alle noch in jüdischem Besitz befindlichen jüdischen Geschäfte wurden bis Ende 1938 "arisiert". Die noch in Landshut lebenden jüdischen Personen wurden in wenigen Wohnungen ghettoisiert. Nach 1939 konnten noch sechs jüdische Einwohner Landshut verlassen; drei starben in der Stadt. Fünf der jüdischen Einwohner begingen unmittelbar vor der Deportation 1942 Selbstmord. Die letzten elf wurden im April 1942 nach Piaski bei Lublin deportiert und ermordet.
Karl Vielweib war vom 15. November 1943 bis zum 22. Juli 1944 Stadtkommandant von Lublin, als Oberbürgermeister von Landshut war er beurlaubt. Bis Kriegsende wurde das Amt als Oberbürgermeister von Landshut vertretungsweise durch Rechtsrat Josef Uhlmann ausgeübt.

### Stadtkommandant von Lublin vom 15. November 1943 bis zum 22. Juli 1944
Vielweib wurde am 15. November 1943 auf Betreiben Richard Wendlers im Generalgouvernement Stadthauptmann von Lublin. In dieser Funktion war er mitverantwortlich für die dort begangenen NS-Gewaltverbrechen, indem er der SS und Polizei die Infrastruktur der Stadt zur Verfügung stellte. Vielweib war zwar der ranghöchste deutsche Verwaltungsbeamte in der Stadt, aber Polizei und Gestapo unterstanden einer separaten Befehlsstruktur innerhalb des NS-Regimes. Obwohl Vielweib sein Amt in Lublin erst nach Abschluss der Aktion Reinhardt und der Aktion Erntefest antrat, brachte ihn seine Position in unmittelbare Nähe zu den Nachwirkungen der systematischen Ermordung der jüdischen Bevölkerung im Generalgouvernement.
Das Schloss Lublin diente während der deutschen Besatzung als Gefängnis und Hinrichtungsstätte und war somit ein Ort des Terrors und der Gewalt, an dem unzählige Menschen ihr Leben verloren.

### Mit Duldung und Wissen Vielweibs: Vernichtungslager Lublin-Majdanek
Vielweib war direkt an der Aufrechterhaltung der Infrastruktur des Vernichtungslagers Majdanek beteiligt. Majdanek unterstand der SS und dem Befehlshaber der Sicherheitspolizei und des SD des Reichsführers SS (SD) im Distrikt Lublin, Odilo Globocnik. Das Vernichtungslager Majdanek befand sich im südöstlichen Stadtteil Majdan Tatarski, der damals ein Vorort von Lublin war. Häftlinge aus Majdanek wurden von Vielweib in Lublin zur Zwangsarbeit eingesetzt, z. B. in Fabriken oder bei Bauprojekten. Vielweib war an der Organisation von Zwangsarbeit in Lublin beteiligt und profitierte von der Ausbeutung der Häftlinge.
Vielweib war auch bestens die Räumung der Lager und die Todesmärsche informiert. Er wusste auch, dass Häftlinge in Lublin ermordet wurden. Es gab auch Fälle, in denen Häftlinge vor dem Abzug der Deutschen unter Vielweib in Lublin ermordet wurden, um Spuren der Verbrechen zu verwischen. Dies geschah oft durch Erschießungen oder durch das Einpferchen in Scheunen, die dann angezündet wurden. Die Deportationszüge mit Jüdinnen und Juden aus Westeuropa, die direkt nach Majdanek transportiert wurden, hielten am Hauptbahnhof Lublin, und wurden von dort mit Lastwagen oder zu Fuß ins Vernichtungslager gebracht. Der Hauptbahnhof diente auch als Durchgangspunkt für Deportationszüge aus Teilen Polens. Juden aus dem Distrikt Lublin, die nach Majdanek deportiert wurden, kamen meist am Güterbahnhof an. Der Güterbahnhof wurde auch für den Transport von Zwangsarbeitern aus Majdanek zu ihren Arbeitsstätten in Lublin genutzt. Die Deportationszüge waren ein wichtiger Teil der Vernichtungsmaschinerie der Nationalsozialisten. Ankommende nicht arbeitsfähige Personen wie ältere oder gebrechliche Menschen und Kinder wurden in der Regel sofort in die Gaskammern getrieben und qualvoll ermordet.

### "Jagd" auf Jüdinnen und Juden im Stadtgebiet von Lublin
Berichte der SS und Polizei dokumentierten die Anzahl der gefangenen und ermordeten Juden, die Orte der "Jagden" und die eingesetzten Kräfte. In der diplomatischen Korrespondenz zwischen neutralen Staaten und dem Deutschen Reich finden sich Hinweise auf die "Judenjagd" in der Stadt Lublin. Aber auch einige Hilfsorganisationen, die im besetzten Polen tätig waren, dokumentierten die "Judenjagd" in Lublin. Diese Berichte geben einen Einblick in das Ausmaß der Verbrechen und die humanitäre Katastrophe. Nach dem Krieg wurden zahlreiche Zeugenaussagen von Überlebenden der "Judenjagd" in Lublin gesammelt. Diese Berichte schildern die grausamen Ereignisse aus erster Hand und dokumentieren das Leid der Opfer. Juden, die sich in Lublin versteckt hielten, führten Tagebuch oder schrieben Briefe, in denen sie ihre Erfahrungen und allgegenwärtige Todesängste während der "Jagden" schilderten. Aufgrund Vielweibs Position und seines Wissens ist es höchst wahrscheinlich, dass er diese Aktionen duldete und unterstützte. Seine Untätigkeit und sein Einverständnis machten ihn mitschuldig am Tod vieler unschuldiger Menschen. Vielweib arbeitete eng mit der SS und Polizei zusammen, die für die Durchführung der "Jagden" verantwortlich waren. Er unterstützte sie indirekt, indem er ihnen die Infrastruktur der Stadt zur Verfügung stellte und ihre Aktionen nicht behinderte. Vielweib war als Stadtkommandant für die Aufrechterhaltung der öffentlichen Ordnung verantwortlich. Die "Jagden" auf versteckte Juden waren ein Teil der nationalsozialistischen Germanisierungs-, Vernichtungs- und Wiederbesiedelungspolitik im Rahmen des Generalplan Ost (GPO). Die Lage von Majdanek im Stadtgebiet von Lublin ist ein wichtiger Aspekt der Geschichte des Lagers und der NS-Verbrechen. Sie verdeutlicht die enge Verflechtung von Vernichtung und Alltag des Stadtkommandanten von Lublin Karl Vielweib.

### Tod
Im Zuge des Vormarsches der Roten Armee auf Lublin starb Vielweib wahrscheinlich bei dem Versuch, sich aus der Stadt abzusetzen. Vielweib geriet am 22. Juli 1944 mit Kollegen unter sowjetischen Panzerbeschuss und gilt seitdem als verschollen.

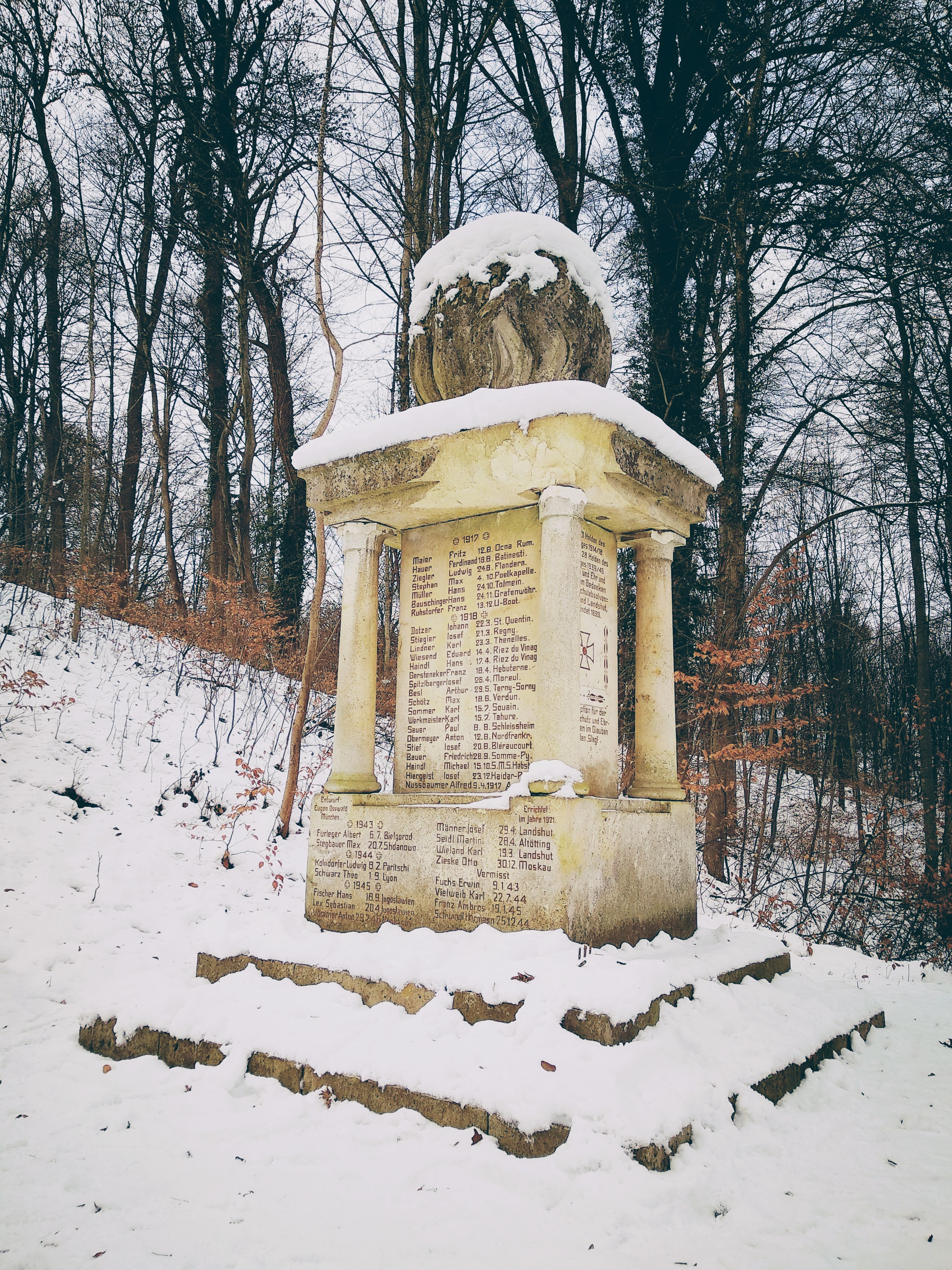
Kriegerdenkmal des vormaligen Realschul-Absolventenverbandes 1893 mit der Inschrift Karl Vielweibs

Im Hofgarten Landshut befindet sich ein Ehrenmal für 73 Gefallene des Ersten Weltkrieges 1914/18 und 28 Gefallene des Zweiten Weltkrieges 1939/45 des Absolventenverbandes des Hans-Leinberger-Gymnasiums RAV 1893 e.V. (vormals Realschulabsolventenverbandes). Karl Vielweibs ist unter der Rubrik "Vermisst" mit der Datumsangabe 22.07.1944 auf dem Sockel des Ehrenmals auf der linken Seite unten rechts eingraviert. Alljährlich findet am Ehrenmal ein Totengedenken für die verstorbenen Verbandsbrüder statt.

## Ausstellung  Landshut im Nationalsozialismus: Opfer, Täter, Zuschauer
Die Ausstellung „Landshut im Nationalsozialismus. Opfer. Täter. Zuschauer.“ im LANDSHUTmuseum beleuchtet die Rolle der Stadt und ihrer Bewohner während der NS-Zeit. Sie ist vom 10. März 2024 bis zum 27. April 2025 zu sehen.
Im Erdgeschoss widmet sich der Untere Kreuzgang den Opfern: der jüdischen Bevölkerung, politischen Gegnern und Menschen, die aufgrund von Erkrankungen zwangssterilisiert oder ermordet wurden. Der Obere Kreuzgang thematisiert Personen, die die NS-Bewegung in Landshut unterstützten. Im dritten Stock wird das Verhalten der Bevölkerung zwischen Zustimmung und Widerstand beleuchtet. Ein besonderer Affront gegenüber den Nachkommen der Opfer war ein Porträt von Karl Vielweib in Öl, das bis in die zweitausender Jahre im Landshuter Rathaus in der Galerie der Oberbürgermeister hing. Dieses Werk am Eingang der Ausstellung dient als visuelle Einführung zur Auseinandersetzung mit der Thematik.

## Überlebende Augenzeugen der Vorgänge in Lublin
Die Zahl der überlebenden Augenzeugen der Vorgänge im Stadtgebiet von Lublin ist sehr begrenzt.
Dennoch gibt es einige Überlebende, die ihre Erfahrungen dokumentiert haben. Im Folgenden sind dreizehn bedeutende Augenzeugen aus der Zeitspanne von 15. November 1943 bis zum 22. Juli 1944 aufgeführt:
- Ruth Cohen: Geboren 1930 in Mukačevo, Tschechoslowakei, wurde sie 1944 nach Auschwitz deportiert und später nach Majdanek gebracht. Ihr Zeugnis ist im United States Holocaust Memorial Museum verfügbar.
- Estelle Laughlin: Geboren 1929 in Warschau, Polen, überlebte sie das Warschauer Ghetto und wurde nach Majdanek deportiert. Ihr Zeugnis ist im United States Holocaust Memorial Museum verfügbar.
- Jerzy Kwiatkowski: polnischer Überlebender, der 485 Tage in Majdanek verbrachte. Sein Buch "485 Days at Majdanek" bietet einen detaillierten Einblick in das Lagerleben.
- Halina Birenbaum: polnische Jüdin, die Majdanek überlebte und später ihre Erfahrungen in verschiedenen Büchern dokumentierte.
- Israel Gutman: Historiker und Überlebender von Majdanek, der später bedeutende Beiträge zur Shoah-Forschung leistete.
- Mietek Grocher: Überlebte neun verschiedene Lager, darunter Majdanek, und schrieb das Buch "Jag överlevde" (Ich überlebte).
- Dionys Lenard: Entkam 1942 aus Majdanek und warnte die slowakische jüdische Gemeinschaft vor den Gräueltaten.
- Igor Newerly: Polnischer Schriftsteller und Überlebender von Majdanek, der seine Erfahrungen literarisch verarbeitete.
- Rudolf Vrba: Wurde nach Auschwitz verlegt, von wo er entkam und den Vrba-Wetzler-Bericht mitverfasste, einen der ersten Insider-Berichte über das Lager.
- Henio Zytomirski: Ein Kind, das zum Symbol der Shoah in Polen wurde; seine Geschichte wurde in verschiedenen Medien dokumentiert.
- Sonia Mosse: Schauspielerin und Modell für Man Ray, die in Majdanek inhaftiert war.
- Irena Iłłakowicz: Zweite Leutnantin der NSZ (National Armed Forces) der polnischen Widerstandsbewegung und Geheimdienstagentin, die 1943 aus dem Lager entkam.
- Yva (Else Ernestine Neuländer-Simon): Modefotografin, die in Majdanek inhaftiert war.